# N-635
La  N-635  es una vía terrestre española que, inicialmente, discurría entre Santander y Solares, en el municipio de Medio Cudeyo, totalmente por la provincia de Cantabria, con una longitud de 15,2 kilómetros.
Denominada como Santander a Francia por San Sebastián, se utilizaba de enlace desde la ciudad de Santander a la carretera  N-634  para continuar hacia Bilbao (era conocida como la Carretera de Bilbao), San Sebastián y la frontera francesa.
En los años 80 se desdobló la carretera a dos carriles en ambos sentidos hasta la Ría de Boo, en Astillero. Posteriormente, en los años 90, se realizó un nuevo trazado paralelo, de doble carril, desde ese punto hasta Solares, para enlazar con la Autovía del Cantábrico  E-70  A-8 , denominándose incluso, en el Plan General de Carreteras 1984-1991, como tramo Santander-Solares de la  A-8 , que incluiría el tramo desdoblado en los años 80 y el nuevo trazado, quedando aún en servicio la carretera convencional entre Astillero y Solares. En el año 2003, ese tramo de autovía Santander-Solares pasó a denominarse como Acceso Este a Santander  S-10 , quedando la nomenclatura  N-635  para los aproximadamente 8 kilómetros de vía convencional entre el enlace con la  S-10  en Astillero, en la salida 7 (PK 7+190), hasta Solares en la intersección con la  N-634  (PK 15+200).
En 2012, el Ministerio de Fomento cedió un tramo de esta carretera al Ayuntamiento de Medio Cudeyo, a partir de la intersección con la  CA-145  en el PK 12+040, hasta la glorieta sur del enlace de Solares con la  S-10 , salida 13A, en el PK 14+170, pasando a considerarse tramo urbano. De esta forma, se pudo modificar el trazado de la carretera, entre el PK 13+600 hasta el PK 14+170, para realizar el Centro de Proceso de Datos del Banco Santander, quedando únicamente un tramo de 4,87 kilómetros pertenecientes a la Red de Carreteras del Estado.
- Datos: Q6036751

1. ↑  «Ley 25/1988, de 29 de julio, de Carreteras.». www.boe.es. Consultado el 16 de noviembre de 2018.
2. ↑  País, Ediciones El (28 de julio de 1989). «130 kilómetros de carreteras nuevas». El País. ISSN 1134-6582. Consultado el 16 de noviembre de 2018.
3. ↑  «Plan General de Carreteras 1984/1991». Boletín Oficial de las Cortes Generales.
4. ↑  «Real Decreto 1231/2003, de 26 de septiembre, por el que se modifica la nomenclatura y el catálogo de las autopistas y autovías de la Red de Carreteras del Estado.». www.boe.es. Consultado el 16 de noviembre de 2018.
5. ↑  «Catálogo provincial de las carreteras de la RCE». Catálogo de la RCE 2011.
6. ↑  «Tramos cedidos entre el 1/01/2012 y el 31/12/2012». Ministerio de Fomento.
7. ↑  «Modificación Puntual número 2 de la Revisión del Proyecto Singular de Interés Regional (P.S.I.R.) del Área Integral Estratégica Productiva de Marina de Cudeyo-Medio Cudeyo». Boletín Oficial de Cantabria.
8. ↑  «Catálogo provincial de las carreteras de la RCE». Catálogo de la RCE 2017.